# 16164 Yangli
16164 Yangli è un asteroide della fascia principale. Scoperto nel 2000, presenta un'orbita caratterizzata da un semiasse maggiore pari a 2,8638597 UA e da un'eccentricità di 0,0414205, inclinata di 2,61070° rispetto all'eclittica.